# Unitat Cristiana del Kurdistan
Unitat Cristiana del Kurdistan fou un partit polític del Kurdistan Iraquià que pretenia representar tota la població assíria. Era proper del Partit Democràtic del Kurdistan i estava dirigit per Sarkis Aghajan. Va participar en les eleccions regionals kurdes de 1992 (quan la majoria dels territoris habitats per assiris quedaven fora del control del govern regional del Kurdistan), optant als cinc escons reservats als assiris, i va obtenir un 23% dels vots (2.757 vots) i un escó. Aghajan fou viceprimer ministre al govern regional.
Posteriorment el grup es va convertir en el Consell Popular Caldeu-Siríac-Assiri.